# ジュール＝アルマン＝ルイ・ド・ロアン
ジュール＝アルマン＝ルイ・ド・ロアン（Jules-Armand-Louis de Rohan, 1768年10月20日 - 1836年1月13日）は、ブルボン朝末期フランスの貴族。
フランス革命後はオーストリア帝国に移住・帰化した。

## 生涯
ゲメネ公アンリ・ド・ロアンとその妻ヴィクトワール・ド・ロアンの間の第5子・三男。フランス革命勃発後、家族と共にオーストリア領ボヘミアに亡命する。2人の兄シャルル＝アラン及びヴィクトルと一緒にオーストリア帝国軍に仕官し、陸軍少将の階級を授けられた。
1800年6月23日ザーガンにて、欧州有数の富裕な女子相続人だったザーガン女公ヴィルヘルミーネと結婚。しかし妻の妹パウリーネと不倫関係に陥り、間に婚外子が生まれる結果となり、ヴィルヘルミーネとは1805年離婚した。1806年ジェピーン城を購入し住まいとした。
1833年5月15日、相続人が無いため甥のカミーユ及びバンジャマン（1804年 - 1846年）と養子縁組をした。ただしカミーユはルイの2人の兄の死後、ロアン家の家督・爵位・資産を継承する予定だったため、1836年ルイが死去した際は、バンジャマンがその個人資産を全て相続した。

## 子女
義妹のパウリーネ・フォン・ザーガンとの間に婚外子の娘を1人もうけた。
- マリー・ヴィルゾーン・フォン・シュタイナハ（1805年 - 1893年） - 1829年ファビアン・ツー・ドーナ＝シュロディエン伯爵と結婚

## 引用・脚注
1. ↑  Constantin von Wurzbach: Rohan, die Fürsten, Genealogie In: Biographisches Lexikon des Kaiserthums Oesterreich. 26. Theil. Kaiserlich-königliche Hof- und Staatsdruckerei, Wien 1874, S. 276.
2. ↑  Paul Theroff. “BIRON von KURLAND”.   Paul Theroff's Royal Genealogy Site. 2019年12月30日閲覧。
3. ↑  パウリーネと夫のホーエンツォレルン＝ヘヒンゲン侯フリードリヒ（ドイツ語版）も同年離婚した。
4. ↑  Constantin von Wurzbach: Rohan-Rochefort-Montauban, Camille Joseph Philipp Idesbald Fürst In: Biographisches Lexikon des Kaiserthums Oesterreich. 26. Theil. Kaiserlich-königliche Hof- und Staatsdruckerei, Wien 1874, S. 275.
5. ↑  Paul Theroff. “DOHNA”.   Paul Theroff's Royal Genealogy Site. 2019年12月30日閲覧。